# 長崎県立宇久高等学校
長崎県立宇久高等学校（ながさきけんりつ うくこうとうがっこう, Nagasaki Prefectural Uku High School）は、長崎県佐世保市宇久町平にある県立高等学校。

## 概要
歴史
1949年（昭和24年）に長崎県立平戸高等学校（現・長崎県立猶興館高等学校）の宇久分校として開校。その後長崎県立佐世保南高等学校、長崎県立北松西高等学校の分校を経て、1966年（昭和41年）に分離・独立し、現校名となった。宇久島唯一の高等学校で、校舎は宇久島の玄関口であり、最大の集落である平地区の山側にある。
設置課程・学科
全日制課程 普通科（各学年1学級、計3学級）
校訓
「自律・積極・創造」
教育スローガン
「Third Stage － 結実　そして　さらなる飛躍を！」
校章
校名の「宇久（うく）」を表すために、「う」の文字を9つ並べたデザイン（う9---うく）となっており、中央に「高」の文字を置いている。
校歌
作詞は山田清嘉、作曲は友永仁による。

## 沿革
- 1949年（昭和24年）4月 - 「長崎県立平戸高等学校[1]宇久分校」（定時制課程・普通科）が設置される。
- 1950年（昭和25年）4月1日 -　移管により、「長崎県立佐世保南高等学校宇久分校」となる。
- 1955年（昭和30年）4月1日 - 長崎県立北松西高等学校[3]に移管され、「長崎県立北松西高等学校宇久分校」となる。
- 1956年（昭和31年）10月 - 分校校舎落成。
- 1961年（昭和36年）2月3日 - 「長崎県立北松西高等学校宇久校舎」に改称。
- 1966年（昭和41年）4月1日 - 北松西高等学校から分離・独立し、「長崎県立宇久高等学校」（現校名）となる。普通科と商業科を設置。
- 1988年（昭和63年）11月4日 - 全国の都道府県立高校では初めて、中華人民共和国への修学旅行を実施。[4]
- 2001年（平成13年）4月1日 - 宇久島内の宇久町立（現 佐世保市立）宇久中学校との連携型中高一貫教育を開始。
- 2006年（平成18年）
  - 3月31日 - 商業科の募集を停止。[5]
  - 4月1日- 創立（独立）40周年を迎える。
- 2007年（平成19年）4月1日 - 宇久島内での連携型小中高一貫教育を試行。
- 2008年（平成20年）
  - 3月31日 - 商業科を閉科。
  - 4月1日 - 宇久島内での連携型小中高一貫教育を本格的に開始。[5]
    - 佐世保市立宇久中学校（2001年（平成13年）より）
    - 佐世保市立宇久小学校
    - 佐世保市立神浦小学校（2016年（平成28年）3月末閉校）

## 学校行事
2学期制
前期
- 4月 - 始業式、入学式、課題実力考査、小中高合同歓迎遠足
- 5月 - スポーツテスト、PTA総会、開校記念日（30日）
- 6月 - 高校総体、学校開放週間、小中高合同海岸清掃、前期中間考査
- 7月 - 球技大会、夏季休業、夏期補習、オープンスクール
- 8月 - 平和学習（9日 長崎原爆の日）、授業開始、課題実力考査
- 9月 - 中高合同体育大会、文化祭（隔年実施）、生徒会役員改選、前期期末考査（～10月）
- 10月始め - 前期終業式、秋季休業

後期
- 10月 - 後期始業式
- 11月 - 中高合同駅伝・ロードレース、後期中間考査（～12月）
- 12月 - 高2修学旅行、学校開放週間、球技大会、冬季休業、冬期補習
- 1月 - 冬期補習、校内百人一首大会、大学入試センター試験[6]

、高3後期期末考査
- 2月 - 小中高地区報告会、高1・2後期期末考査、高3同窓会入会式
- 3月 - 卒業式、終業式（修了式）

## 部活動
運動部
- サッカー部
- 陸上競技部
- バレーボール部

文化部
- 吹奏楽部 - 2004年吹奏楽コンクール 長崎県大会 金賞受賞
- 家庭総合部

## 著名な出身者
- 出口寿 - プロサッカー選手（V・ファーレン長崎）
- 増本宏 - 元プロ野球選手（横浜大洋ホエールズ）、プロ野球マスターズリーグ選手（東京ドリームス）

## 参考資料
- 「長崎県立宇久高等学校創立四十七周年・独立三十周年記念誌」（1996年（平成8年）11月, 長崎県立宇久高等学校）